# Pitome Loze
Pitome Loze (cyr. Питоме Лозе) – wieś w Czarnogórze, w gminie Danilovgrad. W 2011 roku liczyła 543 mieszkańców.